# The Adicts
The Adicts är ett brittiskt punkband, bildat 1975 i Ipswich. Deras stil är starkt inspirerad av Stanley Kubricks film A Clockwork Orange. Bandet har alla originalmedlemmar kvar. De har gjort tio studioalbum.

## Diskografi
Studioalbum
- 1981 – Songs of Praise
- 1982 – Sound of Music
- 1985 – Smart Alex
- 1986 – Fifth Overture
- 1993 – Twenty Seven
- 2002 – Rise and Shine
- 2005 – Rollercoaster
- 2008 – Songs of Praise: 25th Anniversary Edition (nyinspelning av Songs of Praise)
- 2009 – Life Goes On
- 2012 – All the Young Droogs
- 2017 – And It Was So!

Livealbum
- 1987 – Live and Loud
- 1990 – Rockers into Orbit
- 2004 – Joker in the Pack

Samlingsalbum
- 1984 – This Is Your Life
- 1992 – Totally Adicted
- 1994 – The Complete Adicts Singles Collection
- 1996 – The Best of The Adicts
- 1997 – The Collection (Sound of Music och Smart Alex med bonusspår)
- 1997 – Ultimate Adiction - The Best Of
- 1999 – Joker in the Pack
- 2005 – Made in England
- 2005 – Clockwork Punks: The Collection

EP
- 1979 – Lunch with The Adicts
- 1985 – Bar Room Bop
- 2008 – Triple B Sides

Singlar
- 1982 – "Viva la Revolution"
- 1982 – "Chinese Takeaway"
- 1983 – "Bad Boy"
- 1984 – "Tokyo" (som ADX)
- 1985 – "Falling In Love Again" (som ADX)